# Max Metlitski
Max A. Metlitski, Maxim(e) Metlitski ist ein kanadischer theoretischer Festkörperphysiker.
Metlitski studierte Physik und Mathematik an der University of British Columbia mit dem Bachelor-Abschluss 2003 und dem Master-Abschluss in Physik 2005 und wurde 2011 an der Harvard University bei Subir Sachdev in theoretischer Physik promoviert. Als Post-Doktorand war er bis 2015 am Kavli Institute for Theoretical Physics in Santa Barbara. Danach war er am Perimeter Institute. 2017 wurde er Assistant Professor am Massachusetts Institute of Technology.
Er befasst sich insbesondere mit topologischen Phasen in der Vielteilchenphysik wie Quanten-Hall-Zustände und topologische Isolatoren sowie SPTs (Symmetry protected topological phases). Das ermöglichte unter anderem neue Einsichten über den exotischen metallischen Zustand in halbgefüllten Landau-Niveaus, der von Bertrand Halperin, Patrick A. Lee und N. Read 1993 vorhergesagt wurde als Fermi-Quasiteilchen aus Elektronen und Vortex-Paaren. Metlitski fand Hinweise, dass sie sich wie masselose Dirac-Fermionen verhalten und Ergebnis topologischer Phasen sind ähnlich den Oberflächenzständen bei topologischen Isolatoren. Die Untersuchung topologischer Phasen in der Vielteilchenphysik führte ihn auch zur Entdeckung unerwarteter Dualitäten in bestimmten Eichfeldtheorien. Weiter befasste er sich unter anderem mit Quantenkritikalität und Quantenphasenübergänge, Verschränkung in Vielteilchensystemen und Nicht-Fermi-Flüssigkeitsphasen in Metallen (wie orthogonale Metalle).
Für 2020 erhielt er den New Horizons in Physics Prize für einschneidende Beiträge zum Verständnis topologischer Zustände von Materie und ihrer Verbindungen zueinander (Laudatio).

## Schriften (Auswahl)
- mit K. B. Buckley, Ariel Zhitnitsky: Neutron stars as type-I superconductors,  Physical Review Letters, Band 92, 2004, S. 151102, Arxiv
- mit Subir Sachdev: Quantum phase transitions of metals in two spatial dimensions, 2 Teile, Phys. Rev. B, Band 82, 2010, S. 075127 (Teil 1:Ising-nematic order), 075128 (Teil 2: Spin-density-wave order), Arxiv, Teil 1, Arxiv, Teil 2
- mit Scott D. Geraedts, Michael P. Zaletel, Roger S. K. Mong, Ashvin Vishwanath, Olexei I. Motrunich: The half-filled Landau level: the case for Dirac composite fermions, Science, Band 352, 2016, S. 197–201, Arxiv
- mit C. Wang, A. Nahum, C. Xu, T. Senthil: Deconfined critical points, symmetries and dualities, Phys. Rev. X, Band 7, 2017, S.  031051, Arxiv
- mit Lukasz Fidkowski, A. Vishwanath: Surface Topological Order and a new 't Hooft Anomaly of Interaction Enabled 3+1D Fermion SPTs, Arxiv 2018
- mit R. Thorngren: Intrinsic and emergent anomalies at deconfined critical points, Phys. Rev. B, Band 98, 2018, S. 085140, Arxiv
- A 1d lattice model for the boundary of the quantum spin-Hall insulator, Arxiv 2019
- mit R. A. Jones: 1d lattice models for the boundary of 2d ‘Majorana’ fermion SPTs: Kramers-Wannier duality as an exact Z2 symmetry, Arxiv 2019